# Gouvernement Abdallah al-Thani
État de Libye
Zeidan Dbeibah
Le gouvernement Abdallah al-Thani, ou gouvernement provisoire, est le gouvernement libyen investi par la Chambre des représentants par 110 voix sur 112 depuis le 29 septembre 2014. 
Ce gouvernement est opposé au gouvernement Omar al-Hassi, à celui de Khalifa al-Ghowel puis à celui de Fayez el-Sarraj.

## Composition
| Portefeuille                                           | Ministre                        |
| ------------------------------------------------------ | ------------------------------- |
| Premier ministre                                       | Abdallah al-Thani               |
| Vice-Premier ministre                                  | Al-Mahdi Hassan Muftah Allabad  |
| Vice-Premier ministre                                  | Abd al-Salam al-Badri           |
| Vice-Premier ministre                                  | Abd Al-Rahman Al-Taher          |
| Vice-Premier ministre                                  | Moustafa Abuotaeta              |
| Ministre de la Défense                                 | Massoud Arhoma                  |
| Ministre du Gouvernement local                         | Muhammed Al-Farouq Abd al-Salam |
| Ministre de la Coopération internationale              | Khalifa Abouhicha               |
| Ministre du Logement et des Services publics           | Hicham Belhaj                   |
| Ministre de la Justice                                 | Al-Mabrouk Ghraira Omran        |
| Ministre de la Santé                                   | Reda al-Menchawi                |
| Ministre de l'Intérieur                                | Omar al-Sinki                   |
| Ministre de l'Éducation et de l'Enseignement supérieur | Fatthi al-Majbri                |
| Ministre des Affaires étrangères                       | Mohamed al-Dairi                |
| Ministre des Finances                                  | Kamal al-Hassi                  |
| Ministre des Affaires sociales                         | Massoud Ahmed Belqasem Sawa     |
| Ministre de l'Économie et de l'Industrie               | Moumir Ali Assr                 |